# Edgardo Fabián Antúnez
Edgardo Fabián Antúnez-Percíncula Kaenel (Resistencia, 15 de mayo de 1969) es un prelado católico argentino de la orden jesuita, actual obispo de San José de Mayo desde 2021.
Tuvo su ordenación episcopal el 22 de agosto de 2021 por el cardenal Daniel Sturla, tomando posesión de la sede ese mismo día. 

## Biografía
Nació el 15 de mayo de 1969 en la ciudad de Resistencia, provincia del Chaco, Argentina. El 11 de marzo de 1994, ingresó en la Compañía de Jesús, realizando su noviciado en Buenos Aires.

### Formación
En 1992, se graduó en Derecho por la Universidad Nacional del Nordeste, en Argentina.
Realizó sus estudios de Filosofía en el Colegio Máximo de San Miguel, en Buenos Aires. Viajó a España para continuar su formación eclesiástica, obteniendo el bachiller en Teología y la licenciatura en Estudios Eclesiásticos por la Facultad de Teología de Granada en 2005.
En 2007, obtuvo la licenciatura en Teología Moral en la Pontificia Universidad Gregoriana de Roma. En 2019, completó un máster en Ciencias de la Familia en la Universidad de Málaga, España.

### Sacerdocio
Fue ordenado sacerdote el 29 de julio de 2006, en Montevideo. Realizó su profesión solemne como religioso jesuita el 12 de marzo de 2015.
Como sacerdote, ha desempeñado los siguientes cargos:
- Director de Pastoral del Colegio Sagrado Corazón (Seminario) (2007-2017).
- Superior de la Comunidad Sagrada Familia (2015-2019).
- Director del Centro de Espiritualidad Manresa de Montevideo (2015-2019).
- Rector del Colegio Sagrado Corazón de Montevideo (2019-2021).
- Asesor espiritual del Hogar de Cristo.
- Coordinador y acompañante del Movimiento Caná.

### Episcopado
El 30 de junio de 2021, el papa Francisco lo nombró obispo de San José de Mayo. Fue consagrado el 22 de agosto del mismo año. 
Dentro de la Conferencia Episcopal del Uruguay, preside la Comisión Nacional de Pastoral Familiar e integra la Comisión Mixta Obispos-Religiosos.